# 過去七佛

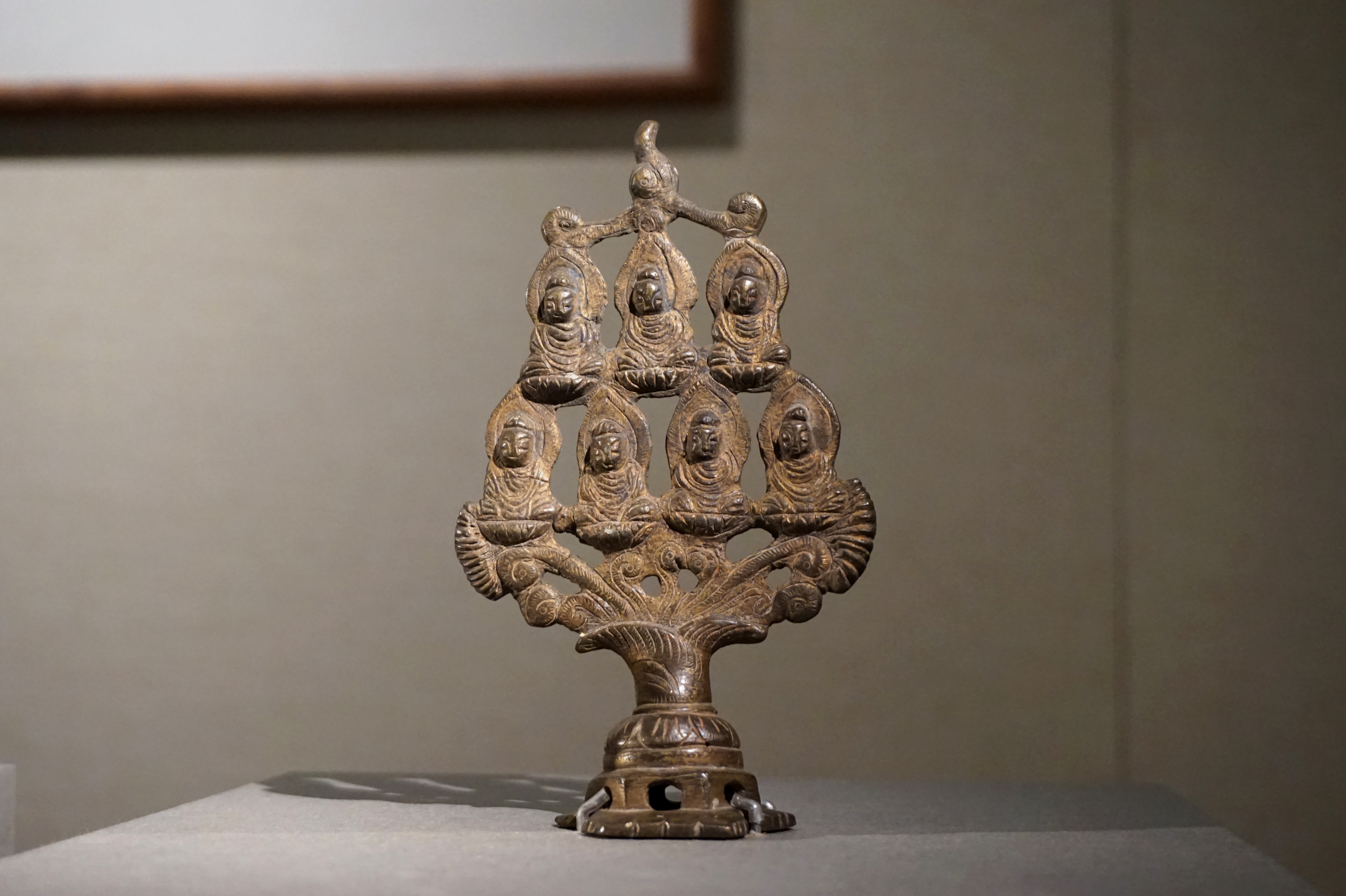
唐铜七佛造像。浙江省博物馆藏

過去七佛，又稱原始七佛，是佛經中紀錄的离我们时间最近的七位佛陀。

## 概论
佛教认为，世界会有无数无尽的佛依次出世传法。在我们的娑婆世界中，现在所处的时间叫贤劫，有千佛出世，过去叫庄严劫，也有千佛出世。拘留孙佛爲贤劫千佛之第一佛，释迦牟尼佛爲贤劫千佛之第四佛，而拘留孙佛之前，则是庄严劫出世的佛陀。佛教中将过去庄严劫最後出世的三佛，与现在贤劫最先出世的四佛，合称为过去七佛，爲离我们现在时间最近的、依次出世的七尊佛陀。
其中，釋迦牟尼佛（Śākyamuni）是七佛中最後一位，俗名悉達多，姓氏乔达摩。釋迦佛之前出世的六位佛是毗婆尸佛（Vipaśyin）、棄佛（Śikhin）、毗舍浮佛（Viśvabhu）、拘留孫佛（Krakucchanda）、拘那含牟尼佛（Kanakamuni）、迦葉佛（迦葉佛，Kāśyapa）。《長阿含經·大本經》中记录了過去七佛出現的因緣和故事。

## 过去诸佛
於部派佛教時期，僧人更往前推溯出過去七佛之前的佛陀，如過去「二十五佛」（出自《佛种姓经》）、「二十八佛」（出自巴利《本生經》的序论〔Nidānakathā〕）之說法。所謂過去二十五佛即過去七佛之前有十八佛，總共二十五佛，所謂二十八佛即二十五佛之前有三佛。
還有如大眾部，說出世部，及《佛本行集經》所談的過去佛，竟達三十億之号为釋迦佛者，八億之号为燃燈佛者。

## 傳法偈頌
《宗鏡錄》、《景德傳燈錄》等典籍記載其傳法偈頌為：

第一毘婆尸佛偈云：
身從無相中受生，
由如幻出諸形像。
幻人心識本來無，
罪福皆空無所住。

第二尸棄佛偈云：
起諸善法本是幻，
造諸惡業亦是幻。
身如聚沫心如風，
幻出無根無實性。

第三毘舍浮佛偈云：
假借四大以為身，
心本無生因境有，
前境若無心亦無。
罪福如幻起亦滅。

第四拘留孫佛偈云：
見身無實是佛見，
了心如幻是佛了。
了得身心本性空，
斯人與佛何殊別？

第五拘那舍牟尼佛偈云：
佛不見身知是佛，
若實有知別無佛。
智者能知罪性空，
坦然不懼於生死。

第六迦葉佛偈云：
一切眾生性清淨，
從本無生無可滅。
即此身心是幻生，
幻化之中無罪福。

第七釋迦牟尼佛偈云：
幻化無因亦無生，
皆即自然見如是。
諸法無非自化生，
幻化無生無所畏。

## 註解
1. ↑  《景德傳燈錄卷一‧敘七佛》記載此句為「猶如幻出諸形象」
2. ↑  《景德傳燈錄卷一‧敘七佛》記載前兩句為「見身無實是佛身，了心如幻是佛幻。」